# Judivan
Judivan Flor da Silva (Sousa, 21 maggio 1995) è un calciatore brasiliano, attaccante del Nongbua Pitchaya.

## Carriera

### Club
Nel 2014 ha esordito nella prima divisione brasiliana con il Cruzeiro, disputandovi 2 partite e vincendo il torneo; l'anno seguente fa ancora parte della rosa del Cruzeiro, con cui gioca anche 3 partite in Coppa Libertadores (competizione in cui esordisce il 26 febbraio 2015 giocando l'ultima mezz'ora della partita pareggiata per 0-0 sul campo dei boliviani dell'Univ. Sucre) e nel Campionato Mineiro, competizione in cui il 12 maggio 2015 segna tra l'altro il suo primo gol in carriera in competizioni ufficiali con la maglia del Cruzeiro, nella partita vinta per 3-1 sul campo del Guarani-MG. Nel 2018 viene ceduto in prestito prima all'América-MG, sempre nella prima divisione brasiliana, e poi al CSA, club di seconda divisione, dove rimane anche nel 2019. Gioca poi in seconda divisione anche con Paraná e Botafogo-SP. Nell'estate del 2021 va a giocare in Europa: si trasferisce infatti a Malta allo Gżira Utd, club della prima divisione locale; dopo aver giocato 2 partite nei turni preliminari di Conference League viene ceduto in prestito ai Nadur Youngsters, club della prima divisione del campionato di Gozo, con cui realizza 13 reti in 17 presenze. Successivamente si trasferisce al Khon Kaen, in Thailandia. Gioca poi nel Paese asiatico in seconda divisione con Pattaya Utd e Lampang.

### Nazionale
Nel 2015 ha partecipato ai Mondiali Under-20, scendendo in campo da titolare in tutte e 3 le partite della fase a gironi del torneo e segnando anche una doppietta all'esordio, nella partita vinta per 4-2 contro i pari età della Nigeria il 31 maggio 2015.

## Palmarès

### Club

#### Competizioni nazionali
- Campionato brasiliano: 1

Cruzeiro: 2014
- Coppa del Brasile: 1

Cruzeiro: 2017

#### Competizioni statali
- Campionato Mineiro: 1

Cruzeiro: 2014
- Campionato Alagoano: 1

CSA: 2018